# Ingoré
Ingoré ist eine Stadt im Nordwesten Guinea-Bissaus mit 7808 Einwohnern.
Sie ist Hauptort von Bigéne, ein Verwaltungssektor der Region Cacheu mit einer Fläche von 1082 km² und 51.412 Einwohnern (Stand 2009).

## Verkehr

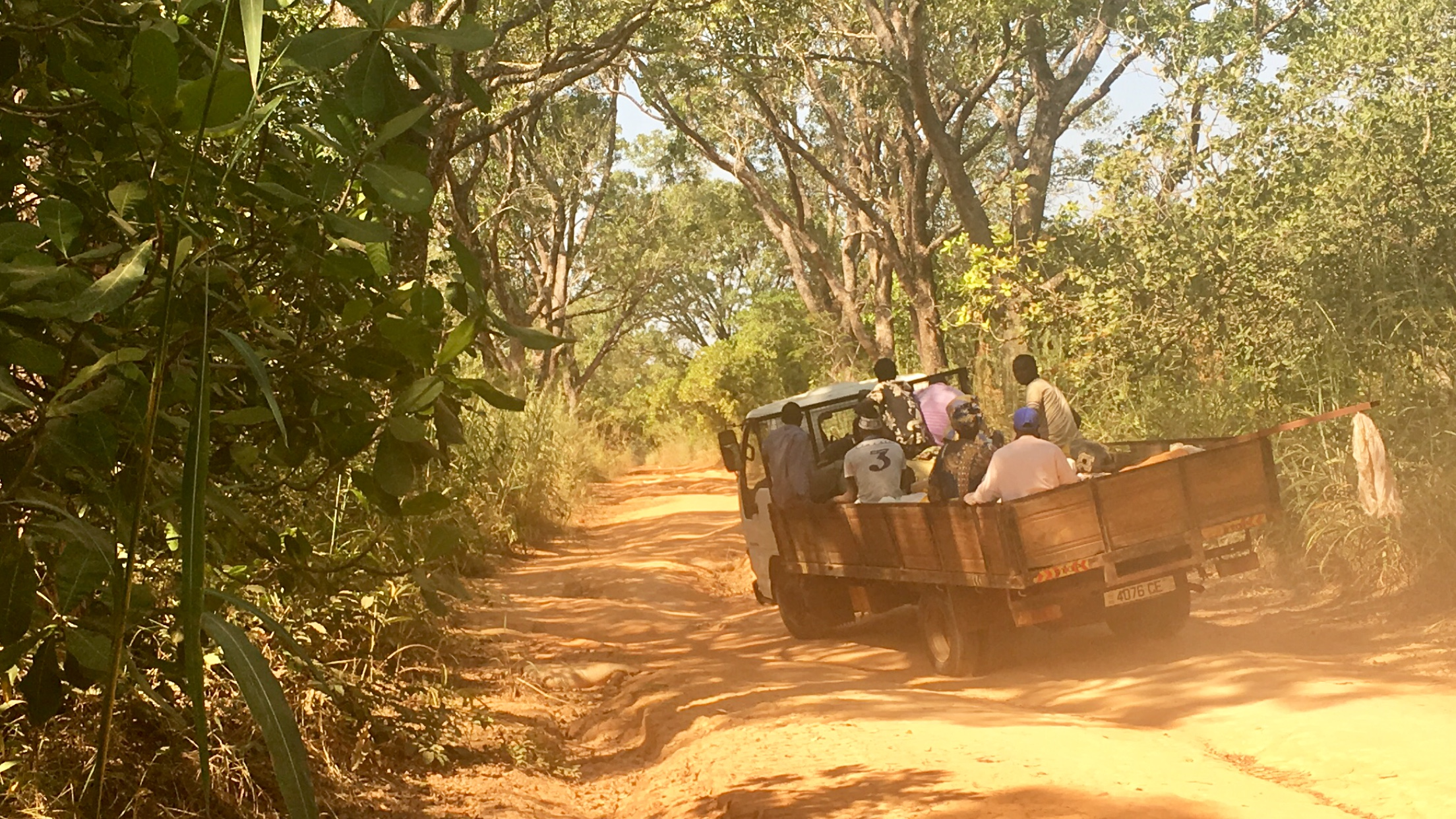
In der Umgebung von Ingoré

Ingoré liegt an einer überwiegend asphaltierten Straße, die in etwa parallel zum Grenzverlauf zum nahen Senegal verläuft. Sie kommt vom Küstenort Varela und führt durch Ingoré weiter ostwärts durch Farim Richtung Bafatá und Gabú.

## Sport
Der Fußballverein Académica de Ingoré spielte mehrmals in der höchsten Spielklasse des Landes, dem Campeonato Nacional da Guiné-Bissau. 2013 stieg er in die zweite Liga ab, wo er seither in der Gruppe B (Série B) um den Wiederaufstieg spielt.